# Gerd Pieper (Unternehmer)
Gerd Pieper (* 28. August 1943 in Eutin; † 2. Juli 2024) war ein deutscher Unternehmer.

## Leben
Pieper war der Sohn von Gerhard und Maria Pieper. Er studierte Betriebswirtschaft an der Universität zu Köln. 1969 trat er in das elterliche Parfümerie-Geschäft ein, das am 16. Mai 1931 als Seifengeschäft gegründet worden war, und war von 1978 bis 2012 alleiniger geschäftsführender Gesellschafter und Inhaber der Stadt-Parfümerie Pieper GmbH in Herne. Am 1. Juli 2018 trat er von der Unternehmensführung zurück und war nur noch als Berater tätig; sein Sohn Oliver, seit 2012 Mitglied der Geschäftsführung, übernahm die alleinige Leitung des Unternehmens mit 150 Filialen und ca. 1.100 Mitarbeitern, darunter über 140 Auszubildende.
Gerd Pieper starb am 2. Juli 2024 nach langer Krankheit.

## Familie
Gerd Pieper war mit Gabriele Pieper verheiratet. Aus der Ehe gingen die Söhne Torsten und Oliver hervor, die im Familienunternehmen tätig sind.

## Verbandsarbeit
- 1992–2011: Präsident der IHK Mittleres Ruhrgebiet zu Bochum.
- 2000–2009: Präsident der Vereinigung der Industrie- und Handelskammern in NRW.
- 1995–2009: Mitglied des Vorstands des Deutschen Industrie- und Handelskammertages (DIHK).
- 2004–2008: Vizepräsident des DIHK und Vorsitzender des Handelsausschusses im DIHK.[1]
- 1997–2006: Mitglied des Präsidiums des Hauptverband des Deutschen Einzelhandels (HDE).
- 2000–2002: Vizepräsident des HDE.
- 2004–2021: Aufsichtsratsvorsitzender der Borussia Dortmund GmbH & Co. KGaA.[5]
- 2008–2021: Vizepräsident des Ballspielvereins Borussia 09 e. V. Dortmund.

## Politische Tätigkeiten
Pieper war Mitglied der CDU und Mitglied des Rates der Stadt Herne. Von 1981 bis 1994 war er ehrenamtlicher Bürgermeister der Stadt Herne.

## Auszeichnungen
- 1992: Bundesverdienstkreuz am Bande
- 1998: Bundesverdienstkreuz 1. Klasse
- 2003: Verdienstorden des Landes Nordrhein-Westfalen
- 2005: Bürger des Ruhrgebiets
- 2009: Großes Verdienstkreuz des Verdienstordens der Bundesrepublik Deutschland[6]